# Fukomys darlingi
Fukomys darlingi е вид бозайник от семейство Bathyergidae. Видът е незастрашен от изчезване.

## Разпространение
Разпространен е в Зимбабве и Мозамбик.